# Rudolf Rahn

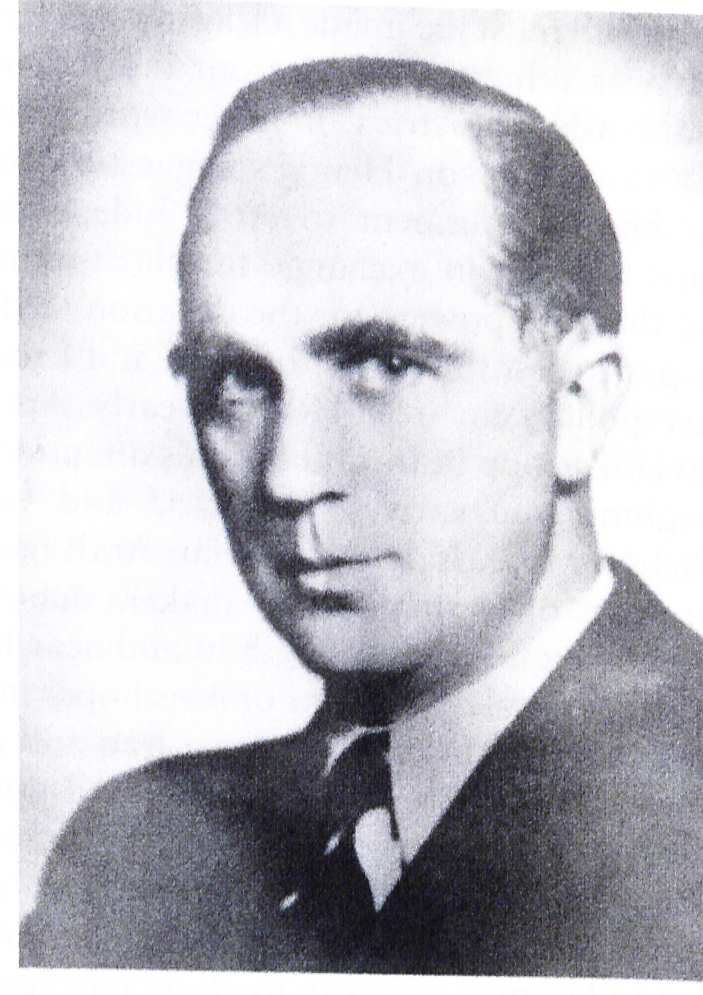
Rudolf Rahn (Foto des Auswärtigen Amts, ohne Jahr)

Rudolf Rahn (* 16. März 1900 in Ulm; † 7. Januar 1975 in Düsseldorf) war ein deutscher Diplomat in der Zeit des Nationalsozialismus.

## Leben
Der Sohn eines Notars studierte Staatswissenschaft und Soziologie in Tübingen, Berlin und Heidelberg, wo er 1923 als Soziologe zum Dr. phil. promoviert wurde. Er trat 1928 in das Auswärtige Amt in Berlin ein. Seit 1931 war er bei der Deutschen Botschaft in Ankara als Botschaftssekretär tätig. Im Nationalsozialismus machte er eine große Karriere, nachdem er zum 1. Juni 1933 der NSDAP beigetreten war (Mitgliedsnummer 1.706.243). Rahn wurde 1934 Legationssekretär und ging 1938 als Gesandtschaftsrat nach Lissabon. 1940 wurde er Vortragender Legationsrat in Paris und war 1941 mit Sonderauftrag in Syrien und Irak. Er war 1942 bis 1943 Vertreter des AA beim Afrikakorps unter Erwin Rommel. Am 22. Juni 1943, nach seiner Rückkehr aus Tunis, erhielt er von Hitler das Ritterkreuz des Kriegsverdienstkreuzes und das Eiserne Kreuz Erster Klasse verliehen. Ab August 1943 war er Gesandter in Rom. Nach nicht einmal einem Monat Amtszeit verließ er mit dem Personal der Botschaft Rom, als durch den Kriegszustand und die Unterzeichnung des Waffenstillstandsvertrages am 8. September 1943 das Kriegsbündnis zwischen Italien und Deutschland zusammengebrochen war. Die Geschäfte vor Ort übernahm daraufhin Generalkonsul Walther Wüster zur Abwicklung der diplomatischen Mission. Am 24. September 1943 hatte Rahn am Gardasee einen schweren Autounfall. Von November 1943 bis Kriegsende war er Botschafter bei der Republik von Salò (Repubblica Sociale Italiana).
Von 1945 bis 1947 war er in Hohenasperg und Nürnberg inhaftiert. Ab 1950 war er Geschäftsführer der Coca-Cola-Niederlassung Düsseldorf sowie Mitglied des Präsidiums der Deutsch-Indischen Gesellschaft, der Deutsch-Tunesischen Gesellschaft und des Rhein-Ruhr-Clubs.
Von 1959 bis 1974 saß er im Beirat der Friedrich-Naumann-Stiftung.

## Paris
siehe auch Vichy-Regime
Rahn war ab dem 17. August 1940 zunächst Leiter der Propaganda-, Presse- und Rundfunkarbeit unter dem Militärbefehlshaber in Frankreich Otto von Stülpnagel und wechselte am 12. November 1940 dann in derselben Funktion zur Deutschen Botschaft in Paris unter Botschafter Otto Abetz. Zu seinen Kollegen gehörten Ernst Achenbach (Leiter der politischen Abteilung), SS-Brigadeführer Werner Gerlach (Leiter des Kulturreferats), Karl Epting (kulturelle Angelegenheiten), der Jurist Friedrich Grimm und Botschaftsrat Friedrich Sieburg (ehemaliger Korrespondent der Frankfurter Zeitung), die bereits über Erfahrungen im Vorkriegs-Frankreich verfügten.
„Judenreferent“ war Carltheo Zeitschel, SS-Sturmbannführer und Legationsrat, einer der Motoren der „Endlösung in Frankreich“, also des Abtransports und der Ermordung der Juden. Rahn selbst trug im Juni 1942 bei Ministerpräsident Laval die Forderung vor, dass 50.000 französische Juden in das KZ Auschwitz deportiert werden sollten. Dieser Vorgang wurde im Nürnberger Prozess gegen Ribbentrop zitiert und führte später zu der Verurteilung von Ernst von Weizsäcker, erstem Staatssekretär des Auswärtigen Amtes, als Kriegsverbrecher.
Ebenfalls verurteilt und neun Jahre in Frankreich inhaftiert war der Botschafter Abetz. Grimm war sechzehn Monate im Zeugengefängnis bei den Nürnberger Prozessen inhaftiert. Dort war auch Rahn inhaftiert. Gerlach war drei Jahre interniert. Die anderen blieben straffrei. Epting wurde sogar Schulleiter in Baden-Württemberg.

„Augusta (das ist Elisabeth Plessen) trifft auf dem Straßburger Münster auf einen pensionierten deutschen Lehrer: ‚Ich war Kurierfahrer, sagte er, bei Legationsrat Rahn, der dann Botschafter in Italien wurde. Ein enormer Kopf. Und pünktlich … Es waren auch schöne Zeiten in Paris, aber darüber darf man ja heute kein gutes Wort mehr sagen.‘ … Augusta kannte den Namen Rahn. Sie hatte vor einiger Zeit zwei dicke Wälzer über Hitlers Frankreich- und Italienpolitik gelesen. Rahn hatte stets im Sinne des Regimes funktioniert, auch auf eigenes Risiko.“

## Syrien und Tunis
Rahn hatte vom 6. Mai 1941 bis 21. September 1941 einen Sonderauftrag im französischen Mandatsgebiet Syrien und im Irak. Der Absicht, die im April durch einen Militärputsch an die Regierung gekommene nationalistische Führung um den Ministerpräsidenten Raschid Ali al-Gailani für die deutschen Kriegsziele einzuspannen, war nur ein sehr kurzer Erfolg vergönnt.
In Syrien versuchte Rahn auf der Basis der „Pariser Protokolle“ zu handeln und versprach über Ribbentrop weitere Gegenleistungen für ein militärisches Mitwirken der in Syrien und im Libanon stationierten französischen Truppen. Er stieg in die Rolle eines militärischen Organisators, ließ den General Henri Fernand Dentz, den Befehlshaber der Vichy-Truppen in Syrien, binnen drei Tagen zwei Eisenbahnzüge mit 50 Waggons mit Waffen für die irakischen Truppen beladen und begleitete den Waffentransport auf der Bagdad-Bahn nach Mossul. Den verletzten Fausi al-Kawukdschi ließ er in ein Lazarett nach Deutschland bringen und dessen führungslose Gruppe rüstete er für den Kampf gegen die Briten mit Waffen aus. Zwischendurch flog er nach Ankara und traf dort auf einen sichtlich desinteressierten, Tennis spielenden Botschafter Franz von Papen, der den Transit von Flugbenzin aus Rumänien durch die Türkei beschleunigen sollte.
Der Emissär Fritz Grobba (er landete zusammen mit Rahn am 12. Mai 1941 in Bagdad) und die deutschen Kampfeinheiten kamen im Irak zu spät an. Die Briten marschierten nach der Niederlage des Irak auch in Syrien und im Libanon ein und besiegten in der „Operation Exporter“ die Vichy-Truppen. Rahn entkam in die Türkei.
Rahn war vom 15. November 1942 bis 10. Mai 1943 Vertreter des AA beim Deutschen Afrika-Korps. In Tunesien kam ab dem 24. November 1942 ein Einsatzkommando unter Leitung von Walter Rauff zum Einsatz. Am 6. Dezember einigte sich Rauff in einer Besprechung mit dem General Walther Nehring und Rahn auf den Einsatz von jüdischen Zwangsarbeitern und errichtete ein System von Arbeitslagern, die von Theo Saevecke organisiert wurden. Über 2500 tunesische Juden starben in sechs Monaten, auch die Wehrmacht beteiligte sich an Exekutionen. Zu weiteren geplanten Massenmorden kam es allerdings wegen der verschiedenen Interessenlagen Vichy-Frankreichs, Italiens und der Führung des Afrikakorps, das am 13. Mai 1943 kapitulierte, nicht mehr.
Rahn berichtete nach Berlin über die Zwangsarbeit der Juden beim Ausbau der Hauptkampflinie. Juden mit italienischer Staatsangehörigkeit wiederum sollten davon ausgenommen werden. Rahn berichtete über eine Zwangsabgabe der jüdischen Bevölkerung für die Schäden eines alliierten Luftangriffs in Höhe von 50 Millionen Franc. Rahn habe für die Propaganda nur eine „vorsichtige antijüdische Tendenz“ empfohlen, um Störungen der inneren Ordnung (etwa Konflikte zwischen der arabischen und jüdischen Bevölkerung) zu vermeiden.
Rahn schrieb in seiner Autobiographie, er habe die tunesischen Juden gerettet.

## Italien
Einen Tag nach dem Sturz Mussolinis wurde Rahn am 26. Juli 1943 ins Führerhauptquartier Wolfsschanze beordert. Dort wurde ihm seine Versetzung nach Rom und seine Ernennung zum Generalbevollmächtigten (italienisch Plenipotenziario) des Deutschen Reiches mitgeteilt. Botschafter Mackensen wurde am 2. August 1943 nach einem Gespräch mit Hitler abberufen. Rahn wurde am 30. August 1943 zum kommissarischen Botschafter in Rom, um, nach Aussage von Goebbels, die abfallenden Italiener am kurzen Zügel zu führen.
Die Deportation der Juden in Rom begann im Oktober 1943. „Dass die Leute in der Botschaft wussten, dass die Juden vernichtet werden sollten, zeigt der Streit um ein Telegramm des erst 30-jährigen Diplomaten Eitel Friedrich Möllhausen im September 1943. Er leitete vorübergehend den Reststab der deutschen Botschaft, während sich der neue Geschäftsträger Rahn nach einem Unfall in Fasano am Gardasee befand. Er schrieb direkt an Ribbentrop, der deutsche Polizeichef Kappler habe den Auftrag erhalten, die römischen Juden in den Osten zu deportieren, „wo sie liquidiert“ werden sollen. Der deutsche Stadtkommandant Reiner Stahel könne dem aber nur zustimmen, wenn er direkt vom AA die Anweisung erhalte. Er selbst setze sich dafür ein, die Juden lieber zum Arbeitsdienst in Italien einzuziehen. Ribbentrop regte sich fürchterlich auf, dass im Telegramm-Verkehr ganz offen von der Vernichtung der Juden die Rede war.“ Rahn und Ernst von Weizsäcker hatten ebenfalls hiervon erfahren. Weizsäcker und sein Sohn Richard, der als Hilfsverteidiger auftrat, haben in Nürnberg behauptet, die verschleiernde Terminologie Endlösung der Judenfrage nicht verstanden zu haben. Richard von Weizsäcker war Mitte Mai 1944 zu Besuch in Rom.
Am 4. Juni 1944 wurde Rom von den Alliierten besetzt. Vorher hatte es noch einen Plan gegeben, den Papst zu entführen. Generalfeldmarschall Kesselring, SS-Polizeiführer Karl Wolff, Ernst von Weizsäcker und auch Rahn haben das Vorhaben eher hintertrieben.
1944 vereitelte Konsul Gerhard Wolf gemeinsam mit Ludwig Heinrich Heydenreich, dem Leiter des Kunsthistorischen Instituts, den geplanten Abtransport zahlreicher Florentiner Kunstschätze nach Deutschland und „rettete mit Hilfe Rahns Menschenleben“.
Im Februar 1945 wurde Hasso von Etzdorf zum Generalkonsul von Genua ernannt und konnte noch dazu beitragen, Hafenanlagen und Industriebetriebe der Stadt vor der von Hitler befohlenen Zerstörung zu bewahren. Hierbei habe Rahn ihn unterstützt.
Rahn versuchte die Dienststelle des Reichsbevollmächtigten als oberste politische Instanz im faschistischen Satellitenstaat in Norditalien zu installieren. Als im Dezember 1943 Massenstreiks ausbrachen, holte Rahn sich am 16. Dezember 1943 von Ribbentrop einen Freibrief zur Niederschlagung der Streiks: „Ich bin damit einverstanden, daß Sie die streikenden Arbeiter unter Kriegsrecht stellen, gegebenenfalls als Exempel einige tausend da und dort verhaften und als Militärinternierte nach Deutschland schaffen. Der Führer ermächtigt Sie weiterhin, ausgesprochene Rädelsführer verhaften und als Kommunisten kurzerhand erschiessen zu lassen.“ Bei der Streikbekämpfung war auch SS-General Paul Zimmermann eingebunden, der später Mitglied im Naumann-Kreis war.

## Kriegsende und Inhaftierung in Nürnberg
Rahn war von 1945 bis 1947 inhaftiert, schrieb dort seine Erinnerungen und bereitete die Herausgabe einer Auswahl von erstmals in die deutsche Sprache übersetzten Dokumenten zu Talleyrand vor, dieses ergänzt um einen Essay, den er als Vortrag 1929 in Berlin gehalten hatte. In der Vorbereitung des Wilhelmstraßen-Prozess gehörte er zunächst zu den deutschen Diplomaten, die angeklagt werden sollten. Am 31. Oktober 1945 wurde ein Bericht aufgenommen und er wurde zwischen dem 27. Mai und dem 4. Dezember 1947 achtmal verhört. Am 7. Juni 1949 wurde er von der Spruchkammer in Essen als „entlastet“ (Gruppe V) entnazifiziert, zumal er dort geltend machen konnte, dass er „durch diplomatische Maßnahmen etwa 1.800 in Nordafrika von der Gestapo gefangene Anhänger De Gaulles vor der ihnen drohenden Erschießung bewahrt hat“.

## In der Bundesrepublik
Anfang 1956 hielten CDU und FDP sich während innenpolitischer Meinungsverschiedenheiten gegenseitig „ihre“ Alt-Nazis vor.
Dönhoff berichtete darüber im März 1956 in der ZEIT und erwähnte dabei u. a. Rahn. 
Bei Rahns Bemühen, in der Politik oder im diplomatischen Dienst wieder Fuß zu fassen, konnte ihm auch sein Kollege aus Pariser Botschaftszeiten Ernst Achenbach (1909–1991) nicht durchgreifend helfen. Achenbach war neben dem Pariser Botschaftskollegen Friedrich Grimm auch Verteidiger im Prozess gegen den Naumann-Kreis; Rahns Name taucht in diesem Kreis von Nazi-Größen, die 1953 die FDP unterwandern wollten, aber nicht auf. Trotz Achenbachs Bemühungen, die deutsche Verfolgung von Kriegsverbrechen in Frankreich zu blockieren, wurden 1979 noch drei Akteure der Judenverfolgung in Frankreich, nämlich Kurt Lischka, Ernst Heinrichsohn und Herbert M. Hagen vor Gericht gestellt. Die Schreibtischtäter und die Bürokraten, das Pariser Botschaftspersonal und die Berliner AA-Bürokratie blieben weitgehend verschont oder lebten in einer Aura des heimlichen Widerstands, der „das Schlimmste zu verhindern“ gesucht hatte. Gleichwohl war Anfang der 1960er Jahre bei der Staatsanwaltschaft Köln gegen ihn ermittelt worden, ohne dass es zu einer Anklageerhebung kam.
Rahns Mittäterschaft am Kriegsgeschehen in Frankreich, im Irak, in Tunesien und Italien und sein Mitwissen des Holocaust sind nur wenig aufgeklärt. 1943 behauptet er in der NS-Propaganda in Tunis: Die Juden werden zur Zwangsarbeit geschickt. Ihr Eigentum wird an arme Muslime verteilt, die durch die Bombardements Schaden erlitten haben. In der Untersuchung Das Amt und die Vergangenheit der Unabhängigen Historikerkommission – Auswärtiges Amt aus dem Jahr 2010 wurde Rahns Rolle in Italien erwähnt, seine Rolle im Nahen Osten und in Tunesien hingegen nicht, ebenso wenig wie die von Grobba. Schröders Untersuchung aus dem Jahr 1975 kommt 2010 in dem Literaturverzeichnis nicht vor.
Ein Talleyrand, der als Diplomat während der Französischen Revolution, der Napoleonischen Kriege und beim Wiener Kongress und schließlich noch unter Louis Philippe als französischer Botschafter in Großbritannien vielen Regimen gedient hatte, diese Karriere mag Rahn 1949, 50-jährig, vorgeschwebt haben – aber der Außenminister und Bundeskanzler Konrad Adenauer hat ihn nicht gewollt und dessen Personalreferenten Herbert Blankenhorn und Hans Globke hatten eine reiche Auswahl an anderen NS-Diplomaten und Bürokraten. Und am rechten Rand der FDP waren die Positionen um Achenbach, Best und Grimm schon dicht besetzt.

## Schriften
- Das Reich in der Verfassungsidee von 1848 und 1919. Diss. Heidelberg 1924.
- Ruheloses Leben: Aufzeichnungen und Erinnerungen. Diederichs Verlag, Düsseldorf 1949.[37]
- Talleyrand. Portrait und Dokumente. H. Laupp’sche Buchhandlung, Tübingen 1949.
- Ambasciatore di Hitler a Vichy e a Saló. [Botschafter Hitlers in Vichy und Salo]. Garzanti, Milano 1950.
- Anker im Bosporus und spätere Gedichte. Düsseldorf 1973.